# Yelena Dostái
Yelena Dostái (en ruso: Елена Достай; nacida Yelena Tutachikova, Toora-Jem, URSS, 8 de marzo de 1969) es una deportista rusa que compitió para la Unión Soviética en tiro con arco, en la modalidad de arco recurvo.
Ganó dos medallas en el Campeonato Mundial de Tiro con Arco al Aire Libre, en los años 1989 y 1993, y una medalla de plata en el Campeonato Mundial de Tiro con Arco en Sala de 1995.
Además, obtuvo tres medallas de oro en el Campeonato Europeo de Tiro con Arco al Aire Libre, en los años 1994 y 2002, y cuatro medallas en el Campeonato Europeo de Tiro con Arco en Sala, en los años 2002 y 2004.

## Palmarés internacional
| Representando a la URSS          |                           |                   |            |
| Campeonato Mundial al Aire Libre |                           |                   |            |
| Año                              | Lugar                     | Medalla           | Prueba     |
| 1989                             | Lausana (Suiza)           | Medalla de bronce | Equipo     |
| Representando a Rusia            |                           |                   |            |
| Campeonato Mundial al Aire Libre |                           |                   |            |
| Año                              | Lugar                     | Medalla           | Prueba     |
| 1993                             | Antalya (Turquía)         | Medalla de plata  | Equipo     |
| Campeonato Mundial en Sala       |                           |                   |            |
| Año                              | Lugar                     | Medalla           | Prueba     |
| 1995                             | Birmingham (Reino Unido)  | Medalla de plata  | Equipo     |
| Campeonato Europeo al Aire Libre |                           |                   |            |
| Año                              | Lugar                     | Medalla           | Prueba     |
| 1994                             | Nymburk (República Checa) | Medalla de oro    | Individual |
| 1994                             | Nymburk (República Checa) | Medalla de oro    | Equipo     |
| 2002                             | Oulu (Finlandia)          | Medalla de oro    | Equipo     |
| Campeonato Europeo en Sala       |                           |                   |            |
| Año                              | Lugar                     | Medalla           | Prueba     |
| 2002                             | Ankara (Turquía)          | Medalla de plata  | Individual |
| 2002                             | Ankara (Turquía)          | Medalla de bronce | Equipo     |
| 2004                             | Sassari (Italia)          | Medalla de oro    | Equipo     |
| 2004                             | Sassari (Italia)          | Medalla de bronce | Individual |